# Giant Silva
Paulo César da Silva, conhecido por Giant Silva (São Paulo, 21 de julho de 1962), é um lutador de wrestling profissional e ex-lutador de MMA. É também ex-atleta da Seleção Brasileira de Basquetebol.
Giant Silva é um dos lutadores de maior estatura da história, sendo mais alto que o gigante brasileiro Montanha Silva de 2,11 m, e Semmy Schilt, de 2,12.

## Carreira
Paulo teve uma bem sucedida carreira no basquete, chegando a defender a seleção brasileira nos Jogos Olímpicos de Seul em 1988. Fora do Brasil, é melhor conhecido pela sua breve passagem pela WWE e por sua participação em shows japoneses de luta-livre.
Surgiu no MMA lutando no Pride. Tendo em dezembro de 2003, a sua primeira luta contra Heath Herring.
Em 31 de dezembro de 2006 fez sua estréia no K-1, com vitória sobre Akebono Tarō, um ex-lutador de sumô, aplicando uma kimura.
Silva conseguiu vencer somente duas lutas em sua carreira no MMA, curiosamente as duas sobre dois lutadores de sumô, e as duas com uma kimura.
Ele voltou a praticar wrestling em 2007, em um circuito independente.

## Ataques no wrestling
Movimentos de finalização
- Giant PressGiant Slam2 (Gorilla press slam)
- Giant Slam2 (Gorilla press slam)
- Standing powerbomb1 - 1998-1999
- Chokeslam

Movimientos de firma
- Bearhug
- Big boot22
- Big splash23
- Corner clothesline
- Headbutt
- Clothesline
- Diving crossbody24
- Forearm club24
- Gorilla press drop24
- Inverted atomic drop22
- Leg drop22
- One-handed clawhold, a veces derivado en clawhold slam1 o clawhold STO1
- Pendulum backbreaker1
- Plancha
- Running elbow drop
- Scoop slam22
- Side slam23
- Spear23
- Standing one shoulder powerbomb
- Sunset flip23
- Tomoe nage
- Vertical suplex

Managers
- The Jackyl
- Luna Vachon
- Masahiro Chono

Alcunhas
- "The Largest Man in the World"26
- "The South American Soldier"13
- "Paulão"1

## Títulos e prêmios

### Basquete
- Membro do time dos Jogos Olímpicos (1992)

### Luta livre profissional
- Conselho mundial de luta livre
  - Torneio de Trios (2001) - con La Fiera

- New Japan Pro Wrestling
  - Teisen Hall Cup (2002) - con Masahiro Chono & Giant Singh[2]

## Cartel no MMA
| Res.    | Cartel | Oponente        | Método                           | Evento                        | Data       | Round | Tempo | Local   | Notas |
| ------- | ------ | --------------- | -------------------------------- | ----------------------------- | ---------- | ----- | ----- | ------- | ----- |
| Vitória | 2-6    | Akebono Tarō    | Finalização (kimura)             | K-1 Premium Dynamite!! 2006   | 31/12/2006 | 1     | 1:02  | Osaka   |       |
| Derrota | 1-6    | Ikuhisa Minowa  | Nocaute Técnico (joelhadas)      | Pride Bushido 10              | 02/04/2006 | 1     | 2:33  | Tóquio  |       |
| Derrota | 1-5    | James Thompson  | Nocaute Técnico (golpes)         | Pride Shockwave 2005          | 31/12/2005 | 1     | 1:28  | Saitama |       |
| Derrota | 1-4    | Choi Mu Bae     | Finalização (triângulo de braço) | Pride Shockwave 2004          | 31/12/2004 | 1     | 5:47  | Saitama |       |
| Derrota | 1-3    | Takashi Sugiura | Nocaute Técnico (socos)          | Pride Bushido 4               | 19/07/2004 | 1     | 2:35  | Nagoya  |       |
| Derrota | 1-2    | Naoya Ogawa     | Nocaute Técnico (socos)          | Pride Critical Countdown 2004 | 20/06/2004 | 1     | 3:29  | Saitama |       |
| Vitória | 1-1    | Henry Miller    | Finalização (kimura)             | Pride Total Elimination 2004  | 25/04/2004 | 1     | 4:04  | Saitama |       |
| Derrota | 0-1    | Heath Herring   | Finalização (mata leão)          | Pride Shockwave 2003          | 31/12/2003 | 3     | 0:35  | Saitama |       |